# Les Muffatti
L'ensemble Les Muffatti est un orchestre de chambre belge spécialisé dans la musique baroque, créé en 1996 dans et autour du Conservatoire de Bruxelles, par un groupe de douze musiciens idéalistes qui voulaient s'assurer que le répertoire baroque pour orchestre à cordes a été suffisamment pris en compte dans leur formation. Il tient son nom du compositeur allemand d'origine savoyarde Georg Muffat (1653-1704).

## Historique
Fondé en 1996 par de jeunes musiciens belges actifs dans des orchestres baroques était de 2004 et 2014 placé sous la direction de Peter Van Heyghen, spécialiste internationalement reconnu dans le domaine de l'interprétation de la musique de la Renaissance et de l'ère baroque, l'orchestre de musique baroque Les Muffatti, donne son premier concert en juin 2004 à Bruxelles.
D'emblée, l'orchestre capte la confiance de nombreux organisateurs et se voit aussitôt convié au Concertgebouw de Bruges, à la Händel Akademie de Karlsruhe (Allemagne), au festival Aqua Musica d'Amsterdam, au festival Musica Antiqua de Bruges, au Holland Oude Muziek Festival d'Utrecht, « Tage Alter Musik Ratisbonne », au festival Musica Sacra de Maastricht et au palais des beaux-arts de Bruxelles. Depuis, ils ont aussi joué au Festival de Wallonie en 2006 (Avant-Première à Bruxelles), Musicales de Namur, Juillet musical de Saint-Hubert, Automne musical de Spa, Nuits de septembre à Liège.
Le nom que s'est choisi l'ensemble l'associe étroitement à un répertoire spécifique et à des principes d'interprétation strictement définis. Georg Muffat (1653-1704), compositeur cosmopolite, fut l'un des premiers à comprendre, théoriser et marier les différents styles nationaux et leurs pratiques d'exécution aux alentours de 1700, jouant ainsi un rôle clef dans la naissance de l'orchestre.
De 2007 à 2009, le centre musical anversois « Augustinus Muziekcentrum » (AMUZ) accueille Peter Van Heyghen en résidence. Depuis, AMUZ accueille les Muffatti chaque année.
Depuis 2015, la direction artistique de l'orchestre est assurée collectivement par ses membres. La même année, l'orchestre remporte, en compagnie de l'ensemble vocal Vox Luminis, l'octave "Musique classique" pour l’enregistrement de la « Brokes-Passion” de Reinhard Keiser (1674-1739).
En 2019, l'enregistrement consacré aux concertos pour orgues et cordes de Johann Sebastian Bach, reconstruction par et avec l'organiste belge Bart Jacobs, a remporté plusieurs prix dont le Diapason d'or de l'année 2019 et le meilleur CD de l'année 2019 chez Klara. 

## Répertoire
Le répertoire de l'ensemble se concentre essentiellement sur les nombreux Concerti, Sinfonie, Sonate et Ouvertures pour orchestre à cordes composés entre 1680 et 1740 par des compositeurs comme Georg Muffat, Arcangelo Corelli, Georg Philipp Telemann et Georg Friedrich Haendel.
En outre, pour les années à venir, l'ensemble se consacrera fondamentalement au répertoire italien des Oratorii, Serenate et Intermezzi de compositeurs tels qu'Alessandro Scarlatti, Giovanni Bononcini, Antonio Caldara, Johann Adolph Hasse : des œuvres pour orchestre à cordes essentiellement qui nécessitent l'élargissement de la section du continuo, l'intervention de solistes du chant et l'incorporation occasionnelle d'instruments à vent.
Pour ces aspects spécifiques de leur répertoire, les Muffatti ont déjà entamé un travail de redécouverte de partitions conservées en manuscrits dans différentes bibliothèques musicales. Ainsi, la surprise et l'engouement du public rencontrés par les Muffatti lors de l'exécution de concertos de Johann Christoph Pez sont-ils le fruit de recherches menées au sein de la bibliothèque de Rostock, travaux couronné par un enregistrement, le second de l'ensemble, auprès de la maison d'édition Ramée.

## Discographie
- Georg Muffat, Armonico tributo (1682), Ramée, 2005 (RAM0502)
- Johann Christoph Pez, Concertos et Ouvertures, Ramée, 2007 (RAM0705)
- Giovanni Bononcini, San Nicola di Bari (1693), Ramée, 2008 (RAM0806)
- Giuseppe Sammartini, Concertos & Overtures, Ramée, 2011 (RAM1008)
- Jean-Marie Leclair, Concertos pour violon op.7, soliste Luis Otávio Santos, Ramée, 2012 (RAM1202)
- Reinhard Keiser, Brockes-Passion, solistes Zsuzsi Tóth, Jan Van Elsacker, Peter Kooij, Ramée (Outhere), 2014 (RAM1303)
- Georg Friedich Haendel, Arie per la Cuzzoni, Hasnaa Bennani, soprano, Ramée (Outhere), 2016 (RAM1501)
- Johann Sebastian Bach, Concertos for organ and strings, soliste Bart Jacobs, Ramée, 2019 (RAM1804)
- Nicola Porpora, Johann Adolf Hasse, Antonio Vivaldi, Salve Regina, Motets by Hasse and Porpora, Clint Van der Linde, contreténor, Ramée, 2022 (RAM2102)